# Bác Sơn
Bác Sơn (tiếng Trung: 博山区, Hán Việt: Bác Sơn khu) là một quận của địa cấp thị Truy Bác, tỉnh Sơn Đông, Cộng hòa Nhân dân Trung Hoa. Quận này có diện tích 682 km2, dân số năm 2001 là 470.900 người. Quận Bác Sơn được chia ra các đơn vị hành chính gồm 2 nhai đạo, 11 trấn và 3 khu phát triển kinh tế-công nghệ cấp huyện.